# Erfurt (F 262)
Erfurt é uma corveta alemã de mísseis guiados, da classe Braunschweig da Marinha Alemã, sendo o terceiro navio da classe.

## Desenvolvimentos
A classe Braunschweig (também chamada Korvette 130) é a mais nova classe de corvetas de longo alcance da Alemanha. Cinco navios substituíram as lanchas rápidas da classe Gepard na Marinha Alemã.
Essas corvetas contam com assinaturas radar e infravermelha reduzidas ("stealth"), ainda mais avançadas que as da classe de fragatas Sachsen, e serão equipadas com dois VANTs helicópteros UMS Skeldar V-200 para reconhecimento remoto. O hangar é pequeno demais para helicópteros padrão, mas o convoo pode receber Sea King, Lynx e NH-90 da Marinha Alemã.
A Marinha Alemã encomendou antecipadamente os mísseis antinavio RBS-15 Mk4, versão futura do Mk3 com alcance estendido — 400 km — e sensor duplo para maior resistência a contramedidas eletrônicas. O RBS-15 Mk3 já tem capacidade de engajar alvos terrestres.
Em outubro de 2016, o governo alemão anunciou a compra de um segundo lote com mais cinco corvetas entre 2022 e 2025. A decisão atendeu exigências da OTAN para que a Alemanha fornecesse quatro corvetas com alto nível de prontidão para operações litorâneas até 2018. Com apenas cinco navios na época, só dois poderiam ser mantidos prontos simultaneamente.

## Construção e carreira
A corveta Erfurt foi batida em 22 de setembro de 2005 nos estaleiros Nordseewerke, em Emden, e lançada ao mar em 29 de março de 2007. Em 1º de abril do mesmo ano, sua tripulação militar foi formada na base naval de Warnemünde, em Rostock, e transferida posteriormente de volta aos estaleiros para acompanhar a finalização da embarcação. Após testes preliminares conduzidos por uma equipe civil, a tripulação militar assumiu a responsabilidade pelas provas de mar dos sistemas de armas e comando.
Em 27 de fevereiro de 2009, as provas foram interrompidas devido à identificação de danos nas engrenagens de todas as unidades da classe. Os reparos ocorreram em 2010, incluindo a substituição dos sistemas de transmissão e a instalação de um propulsor de proa. Em fevereiro de 2011, a Erfurt retornou aos estaleiros após a detecção de mofo e condensação na corveta Magdeburg, como medida preventiva.
Após esses processos, a Erfurt foi finalmente comissionada em 28 de fevereiro de 2013. Em 13 de dezembro de 2015, ela escoltou com sucesso o navio MV Eleni K, do Programa Mundial de Alimentos, através do Golfo de Áden a partir de Berbera, como parte da Operação Atalanta.